# Heteronyx paniei
Heteronyx paniei är en skalbaggsart som beskrevs av Renaud Maurice Adrien Paulian 1991. Heteronyx paniei ingår i släktet Heteronyx och familjen Melolonthidae. Inga underarter finns listade i Catalogue of Life.